# Danko Oblak
Danko Oblak (Zagreb, 19. ožujka 1921. – Zagreb, 5. rujna 1998.), novinar i pisac za djecu i mladež.

## Životopis
Školovao se u Zagrebu, gdje je završio Trgovačku akademiju. Sudionik NOB-e je od ljeta 1943. godine. Tijekom antifašističke borbe bio je borac, politički delegat i komandir haubičke baterije. 
Novinarskim i spisateljskim radom počeo se baviti još prije rata. Nakon razvojačenja 1947. radio je u Zagrebu u Nakladnom zavodu Hrvatske, zatim u redakciji lista Pionir kao suradnik i urednik i glavni urednik do 1952, glavni urednik tjednika Novine mladih što ga je izdavao CK NOH, potom je bio u statusu profesionalnog književnika, a bio je i umjetnički direktor “Zora filma”. 
Od 1. siječnja 1965. preuzeo je dužnost urednika kulturne rubrike Večernjeg lista i obavlja je do odlaska u mirovinu 1. srpnja 1979. godine. Uz to pisao je kritike i reportaže, bio TV kritičar i komentator kulturnih zbivanja, autor glasovitog “Embarga”, pisac nemalog broja putopisa iz zemlje i svijeta. Autor je filmskih i TV scenarija. 
Književni opus mu je dojmljiv. (“Razgovor o Titu”, “Priče kraj logorske vatre”, “Zelena patrola”, “Trinaest priča”, “Treća crnovrška”, “Modri prozori”, “Na tragu”, “Poletarci”, “Ježek” i dr. Dobitnik je više desetaka najuglednijih književnih nagrada. 
Već do godine 1966. objavio je dvije stotine raznih naslova, no u povijesti suvremene hrvatske književnosti bit će pamćen ponajprije kao pisac za djecu i mladež. 
Veoma aktivan bio je u raznim društvenim organizacijama, a u svojoj staleškoj, u DKH, potpredsjednik hrvatskih pisaca, a jedan je od osnivača izviđačke organizacije u nas. 
Odlikovan je Medaljom za hrabrost, Ordenom rada, Ordenom zasluga za narod i dr. 
Bio je zaslužnim članom hrvatske književničke organizacije punih 46 godina.
Oblak će najveće priznanje za vlastito stvaralaštvo steći 1991. godine, kad su mu u 181. knjizi legendarne edicije “Pet stoljeća hrvatske književnosti” otisnuti njegovi “Modri prozori”.
Rođeni Zagrepčanin, preminuo je u svom rodnom gradu 5. rujna u 77. godini, a kremiran je 8. rujna na Mirogoju.